# Archidiaceae
Archidiaceae är en familj av bladmossor. Archidiaceae ingår i ordningen Archidiales, klassen egentliga bladmossor, divisionen bladmossor och riket växter. Enligt Catalogue of Life omfattar familjen Archidiaceae 37 arter. 
Archidiaceae är enda familjen i ordningen Archidiales.
Kladogram enligt Catalogue of Life:
| Archidiaceae | \| \| Archidium \| \| \| \| \| \| Pleuridium \| \| \| \| |
|              | \| \| Archidium \| \| \| \| \| \| Pleuridium \| \| \| \| |
|              | Archidium                                                |
|              |                                                          |
|              | Pleuridium                                               |
|              |                                                          |